# Comté de Kittson
Le comté de Kittson est situé dans l’État du Minnesota, aux États-Unis. Il comptait 11 058 habitants en 2000. Son siège est Hallock.